# Jean-Étienne Bar
Pour les articles homonymes, voir Bar.
Jean-Étienne Bar est un homme politique français né le 3 décembre 1749 à Anneville-sur-Mer (Manche) et mort le 3 mars 1801 à Thionville (Moselle).

## Biographie
Avocat à Thionville, greffier de la municipalité, il est député de la Moselle à la Convention. Il siège à la Montagne et vote la mort de Louis XVI. Il est envoyé en mission à l'armée du Nord et devient secrétaire de l'assemblée après le 9 thermidor. Il entre au Conseil des Anciens le 17 nivôse an IV et en sort en 1797. Il devient commissaire près les tribunaux du Bas-Rhin, puis en 1800, président du tribunal civil de Thionville.

## Sources
- « Jean-Étienne Bar », dans Adolphe Robert et Gaston Cougny, Dictionnaire des parlementaires français, Edgar Bourloton, 1889-1891 [détail de l’édition]